# イスメト・イノニュ
ムスタファ・イスメト・イノニュ（トルコ語: Mustafa İsmet İnönü, 1884年9月24日 - 1973年12月25日）は、オスマン帝国末期およびトルコ共和国初期の軍人、トルコの第2代大統領（1938年11月11日 - 1950年3月22日）。日本語では「ムスタファ・イスメト・イニョニュ」とも表記する。

## 生い立ちと初期の軍歴
イスメトは、スミルナ (現イズミル)で父レシド (Hacı Reşit Bey) と母ジェヴリイェ(Cevriye Temelli Hanım)の次男として生まれた。レシドはビトリスのキュミュルオールラル (Kümüroğulları)一族に属し、クルド系といわれ、マラティヤで生まれ、陸軍省法務局一級検査官職 (Harbiye Nezareti Muhakemat Dairesi Birinci Mümeyyizliği)を務めた元官吏であり、 ジェヴリイェは、ラズグラドのウラマーであるハサン・エフェンディ (Müderris Hasan Efendi)の娘であった。少年時代は父の転勤に従って各地を転々とする生活を送った。小学校を修了した後、1894年にスィワス幼年兵学校、スィワス中学校で学んだ後、1901年2月14日、イスタンブールの陸軍工科学校 (Mühendishane-i Berrî-i Hümâyûn: 砲兵科将校養成のための士官学校、1319入校組)に入学し、1903年9月1日に砲兵少尉として同校野砲科を首席で卒業した。クラスには、シェフィク・アヴニ (工兵科首席)、イッゼッディン (砲兵科2席)らが、コレスには、アブドゥルラフマン・ナーフィズ (陸士歩兵科5席)、アラーアッディン (陸士歩兵科8席)、アーシル (陸士歩兵科23席)、ハリド (陸士歩兵科257席)らがいた。1906年9月26日には、陸軍大学 (陸大59期)を首席で修了して参謀大尉となり、第2軍付となり、エディルネの第8砲兵連隊第3砲兵中隊長として参謀研修を行った。またこの頃、統一と進歩委員会に加入していたとされる。

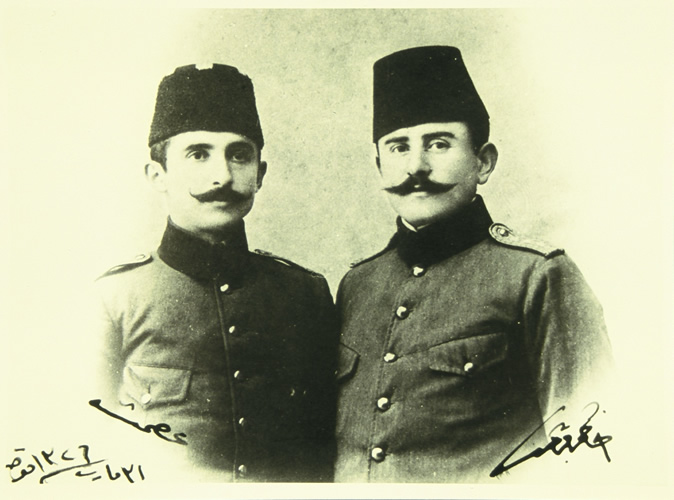
イスメトとキャーズム・カラベキル (1910年)

1908年から1909年の間、第2騎兵師団の参謀を務め、その間、1909年4月13日の3月31日事件を鎮圧するために編成された行動軍の司令部付としてイスタンブールに行軍した。1910年にから1911年の間、第4軍団の参謀となり、1911年から1912年の間、イエメン混成部隊司令部の参謀、1912年4月26日に少佐に昇進しイエメン総軍参謀長に任命された。1912年から1913年の間、 陸軍省および総司令部第1課に勤務し、第二次バルカン戦争での進撃作戦においてチャタルジャ軍左翼集団の参謀を務めた。イスタンブール条約の締結時にブルガリアとの交渉団に軍事顧問として加わった。その後、バルカン戦争において東部軍と西部軍の責任ある将軍と士官の査問を行った。1913年末から1914年の間、参謀本部第3課員、その後、第1軍の参謀となった。
オスマン帝国が第一次世界大戦に参戦した後、1914年11月29日に中佐に昇進し、12月2日から1915年12月2日まで総司令部第1課長を務めた後、カフカース戦線に派遣され、1915年12月2日に第2軍参謀長に任命され、12月14日に大佐に昇進した。1917年1月12日まで同職を務め、1917年1月12日から5月1日まで第4軍団司令官を、5月1日から6月20日まで第20軍団司令官を務めた。1917年6月20日、シナイ・パレスティナ戦線の第3軍団司令官に任命されたが、英連邦軍によるメギッド攻勢で意識を失ってイスタンブールに後送され、10月24年に陸軍省次官に任命された。また、私生活では、1916年4月13日、ズィシュトヴィ (現スヴィシュトフ)の有力者ズュヒュテュ・エフェンディ (Zühtü Efendi)の娘メヴヒーベ (Mevhîbe)と結婚した。二人の間には、長男オメル、次男エルダル、長女オズデンが生まれた。

## トルコ共和国建国期
イスメト・ベイは、1920年初頭、休暇をとってイスタンブールからアンカラを訪れ、ムスタファ・ケマル・パシャと代議委員会と接触した。2月3日、イスタンブール政府の国防大臣ムスタファ・フェヴズィ・パシャにより召還されイスタンブールに戻った。3月16日に連合軍がイスタンブールを本格的に軍事占領した後、アナトリアへ渡ってアンカラの国民主義勢力に合流する決意をし、3月19日夕刻、副官のサッフェド・ベイとともに兵士の軍服を着てイスタンブールのマルテペを発ち、4月9日にアンカラに到着した。4月23日、大国民議会が成立したときそのエディルネ選出議員となり、5月3日、参謀本部大臣に就任した。11月10日から翌年の5月4日までの間、参謀本部大臣と軍司令官の権限を持った西部戦線北部司令官を務め、希土戦争を指揮した。1921年1月9日から11日にかけてイノニュ付近で発生したギリシア軍との遭遇戦ではメフメド・アーリフ・ベイ、メフメド・アートゥフ・ベイ、メフメド・ナーズム・ベイらに指揮された各師団が奮戦したが両軍とも撤退し、イスメト・ベイは戦闘終結後に戦場に到着した。イスメトは、3月1日、「ミールリヴァー」に昇進しパシャとなった。その後、3月23日から4月1日にかけてイノニュ付近で発生した戦闘では、フェヴズィ・パシャの指揮で大国民議会政府軍がギリシア軍を撤退させた。5月4日、西部戦線南部司令部と北部司令部が西部戦線司令部として統合されると、イスメト・パシャがその司令官に就任した。6月から7月にかけてのギリシア軍の大攻勢で大国民議会政府軍が総崩れとなりサカリヤ川東岸に後退を余儀なくされると、8月3日、イスメト・パシャは国民議会によって参謀本部大臣を罷免され、後任にはフェヴズイ・パシャが就任した。ただし、西部戦線司令官職にはとどまり、総司令官として軍の直卒を開始したムスタファ・ケマル・パシャの下で戦った。8月23日から9月13日までアンカラ近郊で行われたサカリヤの戦いでギリシャ軍が撃退されたが、その後、西部戦線司令部隷下の第1軍司令官に任命されたアリ・イフサン・パシャと対立し、アリ・イフサン・パシャが軍法会議にかけられ、後任の軍司令官にヌーレッディン・パシャが任命される事件の原因を作った。1922年8月21日にカラヒサール・サーヒブ (現アフィヨンカラヒサール)周辺で開始された大攻勢 (Büyük Taarruz)で8月30日にドゥムルプナルでトリクピスの集団を降伏を受け入れた。ギリシア軍がアナトリアから撤退した後に連合国との間で開催されたムダニヤ休戦会談にアンカラ政府代表として参加し、10月26日から1923年10月30日までの間、外務大臣を務め、ローザンヌ会議にもアンカラ政府主席代表として派遣された。イスメト・パシャは領土問題において粘り強く交渉したが、エーゲ海諸島、西トラキア、バトゥーミ、アダカレなどの領土喪失が確定し、両海峡を管理する国際委員会を廃止できなかった。1923年10月29日、大国民議会が共和制宣言を可決し、ムスタファ・ケマル・パシャが大統領に選出されると、10月30日に外相に加えて首相に任命され、1924年11月20日まで務めた。

## 一党独裁時代

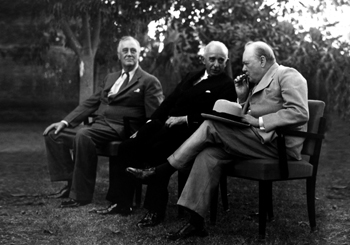
カイロ会談にてルーズベルト（左）、チャーチル（右）と会談（1943年）

イスメトはムスタファ・ケマル大統領のもとで七次に渡って首相として組閣しケマルの改革を支え、1934年にイノニュの戦いを記念して議会から「イノニュ」の姓を贈られた。
1937年、イスメト・イノニュは外交問題の意見の食い違いから専制的な大統領ムスタファ・ケマル・アタテュルクと軋轢を深めたために首相を解任され、ジェラル・バヤルが後任に指名されて一時失脚した。しかし、アタテュルクは既に晩年で精力を失いつつあり、バヤルはイノニュをアタテュルクの後継に立てることを支持したため、翌年11月10日、アタテュルク大統領が死去すると、その翌日、大国民議会はイノニュを後継大統領に指名した。
大統領となったイスメト・イノニュは与党共和人民党の終身党首に承認され権力を確立し、まもなくハタイ県を編入、設立した。
大統領就任の翌年に第二次世界大戦が勃発すると枢軸国と連合国の双方から参戦するように求められた。しかしトルコ共和国は建国から十数年しかたっておらず、軍の近代化も不十分だったため、戦火に巻き込まれるわけにもいかず、中立的な姿勢で臨んだ。
ドイツはフランツ・フォン・パーペンを、フランスはラーネ・マシグリを、イギリスはヒューフ・ヒューエッティンを大使に任命した。フランスの大使のマシグリは、イタリアは地中海を自分たちの海にしようとしていると警告して、枢軸国を止めるにはフランス、イギリス、トルコによる同盟がいいと言い、さらにトルコ軍の近代化を手伝うと言ってきた。イギリスの大使はソ連、トルコ、イギリスによる同盟を求めてきた。
状況が変わったのは1939年に独ソ不可侵条約が締結されてからで、今まではソ連の脅威に対抗するにはドイツと協調関係をとる必要があったが独ソ不可侵条約以降は一層ドイツと協調する必要が出てきたため連合国とは距離を置くようになった。1940年にフランスが降伏するともはや連合国寄りの態度を取らなくなり、ドイツ側で私兵が欧州に行くのを許可し、さらにはドイツと経済協定を結ぶなど親密な関係になっていった。1941年に独ソ戦が始まるとイノニュは対ソ防衛の観点からさらにドイツ寄りとなった。同じころイギリスがギリシャに進駐するとイギリスの外務大臣のアンソニー・イーデンはアンカラを訪れてイノニュと面会しており、そこでドイツに攻撃されない限り戦争への介入はないと表明した。一方で5月にドイツが中東方面に侵攻するとドイツの大使のパーペンにもちかけられた補給の要請を断っている。
その後、戦争が連合国優位で進むと1943年3月にもイギリス首相のチャーチルとアンカラで極秘で会談してそこでも連合国側での参戦を求められている。かつてはイギリスやアメリカは、ドイツの中東進出を阻止するためにトルコが中立国でもかまわないと考えていたが1942年以降戦争の早期終結が課題となっており、トルコへ接近してきたわけである。また、トルコは空軍などの戦力をまだ温存しており、バルカン半島への通行という側面でも重要であった。その後カイロでチャーチルとルーズベルトと会談した。（第二次カイロ会談）。ただしルーズベルトはトルコを信用するのを危険と考えており、連合国にとってもよくないことになるだろうと結論を出した。こうした努力もあり、終戦直前まで中立を保ってトルコを戦火に巻き込まずに乗り切った。
1944年8月2日にはナチス・ドイツとの国交を、1945年1月6日には日本との国交を断絶し、1945年2月23日、ドイツと日本に対して宣戦したが、これは国連原加盟国の地位を得るためであり、実際には両国との交戦には至っていない。

## 多党制時代
第二次世界大戦後、トルコはかつて同盟を組んだソビエト連邦が率いる東側では無く、アメリカの陣営に入る道を選んだ。この外交政策のために、民主主義を強調せざるを得なくなったイノニュ政権は一党独裁政策を転換し、バヤルら一部の共和人民党員が民主党を結党することを認めた。その結果、1950年の総選挙で、民主党は議会の圧倒多数を獲得してバヤルが第三代大統領に選出され、イノニュは大統領を退いて野党党首となった。
1950年代の経済失策から民主党政権が1960年のクーデターで打倒されると、翌1961年の総選挙で共和人民党は比較第一党となり、1965年までの間に三次に渡って連立内閣を組閣したが、過半数を抑えられないまま苦しい政権運営を行った。野党の党首に転じた後は「中道左派」路線を提唱したビュレント・エジェヴィトを書記長に登用し、共和人民党の左旋回を認めた。
1971年に軍部の政治介入が起こるとこれを容認したためエジェヴィトと対立するが、翌1972年、共和人民党の書記長選挙でエジェヴィトがイノニュの推す候補を破って当選したのを受けて党首を辞任、エジェヴィトにこれを譲った。イノニュは終身上院議員となり、翌年死去した。死後、アンカラのアタテュルク廟に葬られた。

## 評価
インドのジャワハルラール・ネルー（後の首相）は著書「父が子に語る世界史」に於いてイスメト・イノニュをやや分かり難い表現ながら「曖昧な微笑で相手を苛立たせる事によって、交渉で有利な条件を引き出す才能がある」という意味に要約できる、かなり高い評価を与えている。

## 表彰
- 銀戦功メダル（オスマン帝国、1915年8月16日）
- 二級鉄十字章（ドイツ帝国、1915年12月26日）
- 三等軍事殊勲十字章（オーストリア＝ハンガリー帝国、1916年）
- 金戦功メダル（オスマン帝国、1916年12月12日）
- 一級鉄十字章（ドイツ帝国、1917年）
- 剣付二級オスマーニー勲章（オスマン帝国、1918年）
- 剣付二級鷲勲章（ドイツ帝国、1918年）
- 赤緑帯付独立勲章（トルコ共和国、1923年11月21日）

## 著書
- Hatıralarım